# Cesar Ruiz
(en) Statistiques sur pro-football-reference
Cesar Ruiz, né le 14 juin 1999, est un joueur de football américain évoluant au poste d'offensive guard pour les Saints de La Nouvelle-Orléans en National Football League (NFL).
Il a joué au football universitaire à l'université du Michigan avant d'être sélectionné par les Saints au premier tour de la draft 2020 de la NFL.

## Jeunesse
Ruiz nait et grandit à Camden dans le New Jersey. Lorsqu'il a huit ans, son père est heurté et tué par une voiture alors qu'il aidait un automobiliste à changer de pneus. Il fréquente le lycée de Camden avant de déménager à Bradenton, en Floride après sa deuxième année, où il fréquente l'IMG Academy,. Ruiz est nommé Under Armour All-American en tant que senior en 2017. Classé recrue quatre étoiles et meilleur centre de son année à l'échelle nationale, Ruiz s'engage à jouer au football universitaire avec l'université du Michigan refusant des offres de Floride, Auburn, LSU et plusieurs autres programmes de haut niveau,.

## Carrière universitaire
Ruiz dispute dix matchs en tant que freshman, commençant cinq matchs aux postes de right guard et de long snapper. Il est titularisé pour la première fois contre Minnesota,. Ruiz est titulaire lors des 13 matchs du Michigan au poste de centre en deuxième année. Il est nommé dans la troisième équipe All-Big Ten par les entraîneurs et est sélectionné en tant que mention honorable par les médias,.
En tant que junior, Ruiz commence les 13 matchs du Michigan au poste de centre, n'accordant que huit pressions au quarterback en 447 snaps et est nommé meilleur centre en protection de passes en football universitaire par Pro Football Focus. Il est nommé deuxième équipe All-Big Ten par les entraîneurs et troisième équipe par les médias,. Après sa saison junior, Ruiz annonce qu'il renonce à sa saison senior afin de participer à la draft de la NFL 2020. En trois saisons, Ruiz dispute 36 matchs pour Michigan, dont 31 en tant que titulaire.

## Carrière professionnelle
| Taille             | Poids            | Bras           | Main          | Sprint   | Sprint   | Sprint   | Shuttle 20 yards | 3 cones drill | Détente         | Détente            | Développé couché | Test Wonderlic |
| Taille             | Poids            | Bras           | Main          | 40 yards | 10 yards | 20 yards | Shuttle 20 yards | 3 cones drill | verticale       | horizontale        | Développé couché | Test Wonderlic |
| 1,9 m (6 ft 2¾ in) | 139 kg (307 lbs) | 84 cm (33⅛ in) | 28 cm (11 in) | 5,08 s   | -        | -        | 4,64 s           | 7,91 s        | 84 cm (33,0 in) | 2,87 m (9 ft 5 in) | 28               | 21             |

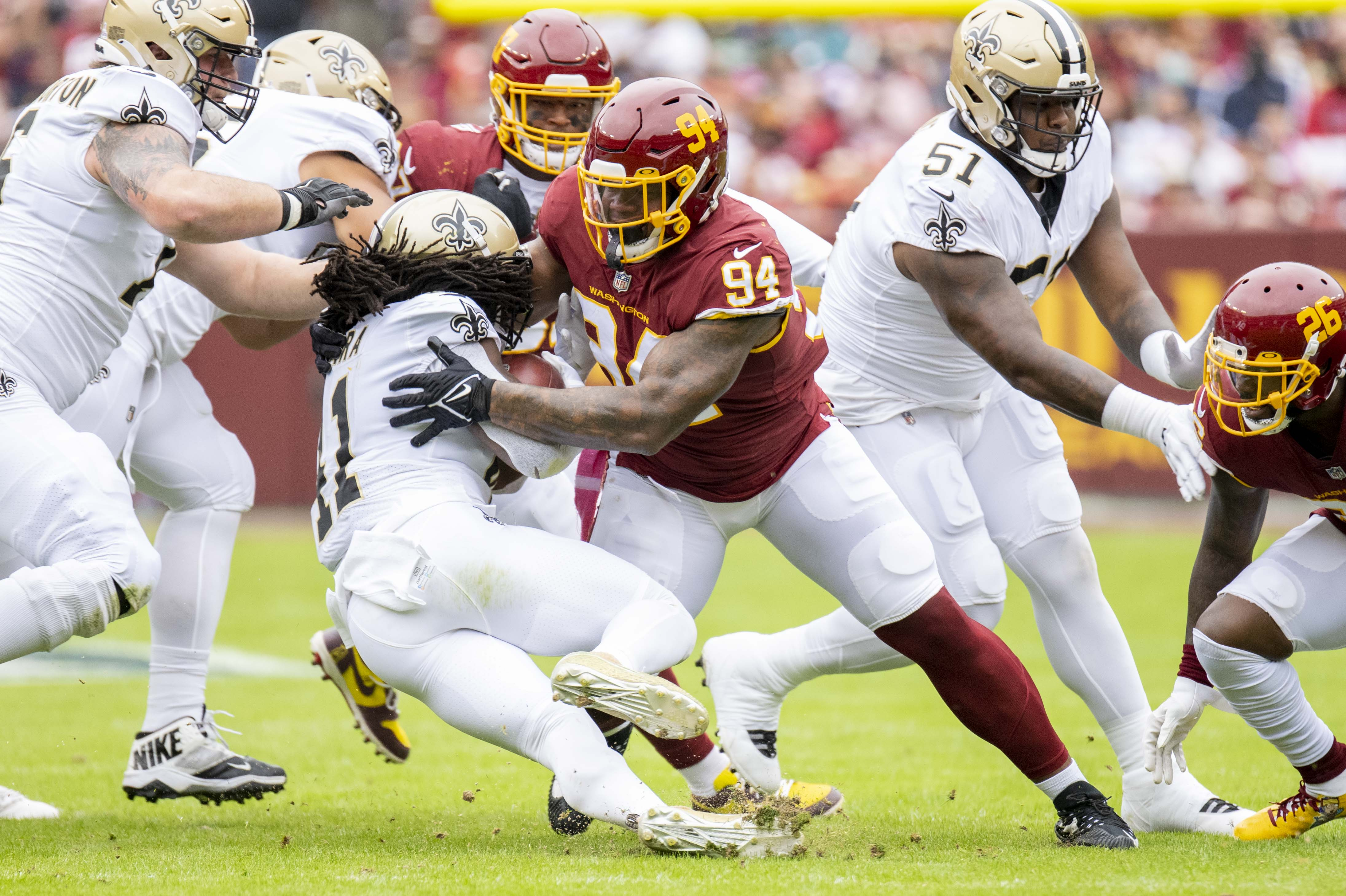
Ruiz (#51) jouant pour les Saints en 2021.

Ruiz est sélectionné par les Saints de La Nouvelle-Orléans en 24e choix global lors du premier tour de la draft 2020 de la NFL. Ruiz fait ses débuts en NFL le 21 septembre 2020 lors du Monday Night Football contre les Raiders de Las Vegas, jouant six snaps au poste de right guard.
Lors du match d'ouverture de la saison 2021 contre les Packers de Green Bay, Ruiz est désigné titulaire au poste de right guard, mais est déplacé au poste de centre après qu'Erik McCoy se soit blessé au mollet au cours du premier quart temps. Il reste à cette place et y est désigné titulaire pendant quatre matchs jusqu'à ce que McCoy revienne en 7e semaine. Ruiz récupère alors sa place de titulaire au poste de right guard.